# SDG Group
A SDG Group é uma empresa de consultoria global especializada em Inteligência Artificial (IA), Dados e Análises. Conhecida pela inovação pioneira na análise de negócios, a empresa ajuda as organizações a alcançar a transformação digital, tornando-se empresas orientadas por dados. A SDG Group faz parte do Grupo Alten, uma empresa de consultoria tecnológica global cotada na Euronext Paris.

## Historia do SDG Group - Principais marcos
- 1994: Fundada em Itália por Luca Quagini, oferecendo serviços de Corporate Performance Management.
- 1996: Recebeu o primeiro prémio da indústria para o Melhor Projeto de Inteligência de Gestão.
- 1997: Início da estratégia de expansão internacional.
- 1998: Abertura do primeiro escritório internacional em Barcelona, Espanha.
- 2000: Introduziu a análise como um componente essencial da oferta de serviços.
- 2008: Expandiu-se para os EUA, concentrando-se nos sectores dos cuidados de saúde e dos produtos de consumo e retalho.
- 2009: Adquiriu a Primal e estabeleceu presença em Lisboa, Portugal.
- 2010: Reforço das alianças com as principais plataformas de BI, como a Qlik e a Tableau.
- 2012: Adicionadas capacidades de Grandes Dados e Aprendizagem Automática.
- 2013: Lançou o SDG Eagle, uma estrutura de análise de desempenho escalável.
- 2015: Ofertas avançadas de serviços de dados e IA baseados na nuvem.
- 2019: Entrada no mercado britânico através da aquisição da Halpenfield.
- 2020: Ingressou no Alten Group, uma empresa multinacional de consultoria em engenharia e tecnologia com mais de 57 700 profissionais em todo o mundo.
- 2020: Desenvolveu o Docdot, uma aplicação de monitorização remota da saúde reconhecida pela OMS.
- 2023: Reconhecido pela Gartner, Everest Group e Penteo como um dos principais players em Dados e IA.
- 2024: Celebrou 30 anos com mais de 2.000 consultores a nível mundial.
- 2025: Lançou a Orbitae - AI by SDG, formalizando um foco estratégico em soluções avançadas de IA e estruturas de inovação. Expansão para o México e os Países Baixos, reforçando a presença na América Latina e no Norte da Europa para apoiar o crescimento global dos clientes.

## Serviços e competências
As ofertas da SDG Group são construídas em torno do que ele chama de seu modelo "Triple Expertise":
1. Profundo conhecimento de negócio - compreensão do processo específico do sector.
2. Expertise tecnológica - experiência em todo o conjunto de dados e tecnologias de IA.
3. Elevado Know-how e especialização na sua área de atuação - especialização em gestão de dados, análise, IA e gestão de desempenho.

## Áreas de serviço principais
- Gestão e engenharia de dados
- Análise de negócios
- IA e ciências empresariais
- Gestão do desempenho
- Estratégia e transformação
- Educação e inovação em IA (incluindo hackathons de IA e parcerias com universidades)

## Iniciativas de IA: Orbitae - IA do Grupo SDG
A Orbitae força orientadora na transformação impulsionada pela IA é a próxima evolução da jornada de IA da SDG Group, onde mais de 30 anos de domínio de dados e mais de 15 anos de experiência pioneira em IA convergem com inovação de ponta.
Apoiado por um portfólio robusto de soluções e estruturas proprietárias, com a Orbitae, a SDG Group impulsiona a transformação com um conhecimento profundo e capacidades comprovadas em todos os sectores e áreas funcionais.

## Reconhecimento do mercado
A SDG Group tem sido consistentemente reconhecido pelos principais analistas de mercado, incluindo:
- Matriz PEAK do Everest Group® para avaliação de serviços de análise e IA em 2024[1]
- Fornecedores de serviços de IA, dados e análise da Gartner (2023, 2022)[2]

- 2022 Quadrante Mágico da Gartner para Serviços de Dados e Análise[3]

- Nomeada uma das "10 empresas de análise de grandes volumes de dados mais inovadoras" em 2019 e 2021 pela Analytics Insights[4]

- Reconhecido como líder pelo Penteo Universo para Dados e IA em vários anos[5]

## Sectores servidos
A SDG Group serve um vasto espectro de indústrias, incluindo:
- Produtos de consumo
- Banca, seguros e imobiliário
- Moda e luxo
- Cuidados de saúde e ciências da vida
- Viagens e entretenimento
- Telecomunicações e serviços públicos
- Indústria, logística e automóvel

## Responsabilidade social das empresas
A SDG Group contribuiu para vários projectos sociais e humanitários, incluindo
- Médicos Sem Fronteiras (MSF): Desenvolvimento de ferramentas de planeamento financeiro e de RH.
- Cruz Vermelha: Criou uma plataforma de dados abertos para a coordenação da resposta à COVID-19.
- Caritas Internationalis: Fornecimento de uma ferramenta de análise financeira para otimizar os donativos.
- Gates MRI (uma iniciativa da Fundação Gates): Implementou uma plataforma de análise moderna usando o Qlik Sense.
- A solução de saúde digital DocDot foi reconhecida como uma das soluções de saúde digital mais inovadoras a nível mundial, de acordo com a Organização Mundial de Saúde (OMS) e a Forbes.[6]

## Comentários e opiniões de clientes
A SDG Group mantém uma forte reputação junto dos clientes, apoiada por classificações consistentemente elevadas no Insights dos colegas da Gartner. Os clientes elogiam a SDG pelo seu profundo conhecimento técnico, abordagem centrada nos negócios e capacidade de fornecer valor mensurável.

## Identidade da marca
No seu 30º ano de existência, o Grupo SDG renovou a sua marca com um novo logótipo e uma nova paleta de cores que simboliza a sua tripla especialização e o seu compromisso com a inovação, a diversidade e a adaptabilidade.[carece de fontes?]